# سد نشنگویو
سد نشنگویو (به لاتین: Ntshingwayo Dam) یک سد در آفریقای جنوبی است که در کوازولو-ناتال واقع شده‌است.